# Storsporig päronlav
Storsporig päronlav (Mycoporum antecellens) är en lavart som först beskrevs av William Nylander och fick sitt nu gällande namn av Richard Clinton Harris. 
Storsporig päronlav ingår i släktet Mycoporum, och familjen Mycoporaceae. Enligt den finländska rödlistan är arten nationellt utdöd i Finland. Enligt den svenska rödlistan är arten starkt hotad i Sverige. Arten förekommer i Götaland. Artens livsmiljö är skogar.